# Fritz Wotruba
Fritz Wotruba (ur. 23 kwietnia 1907 w Wiedniu, zm. 28 sierpnia 1975 tamże) – austriacki rzeźbiarz, mający na swoim koncie także koncepcje realizacji architektonicznych. 

## Życiorys

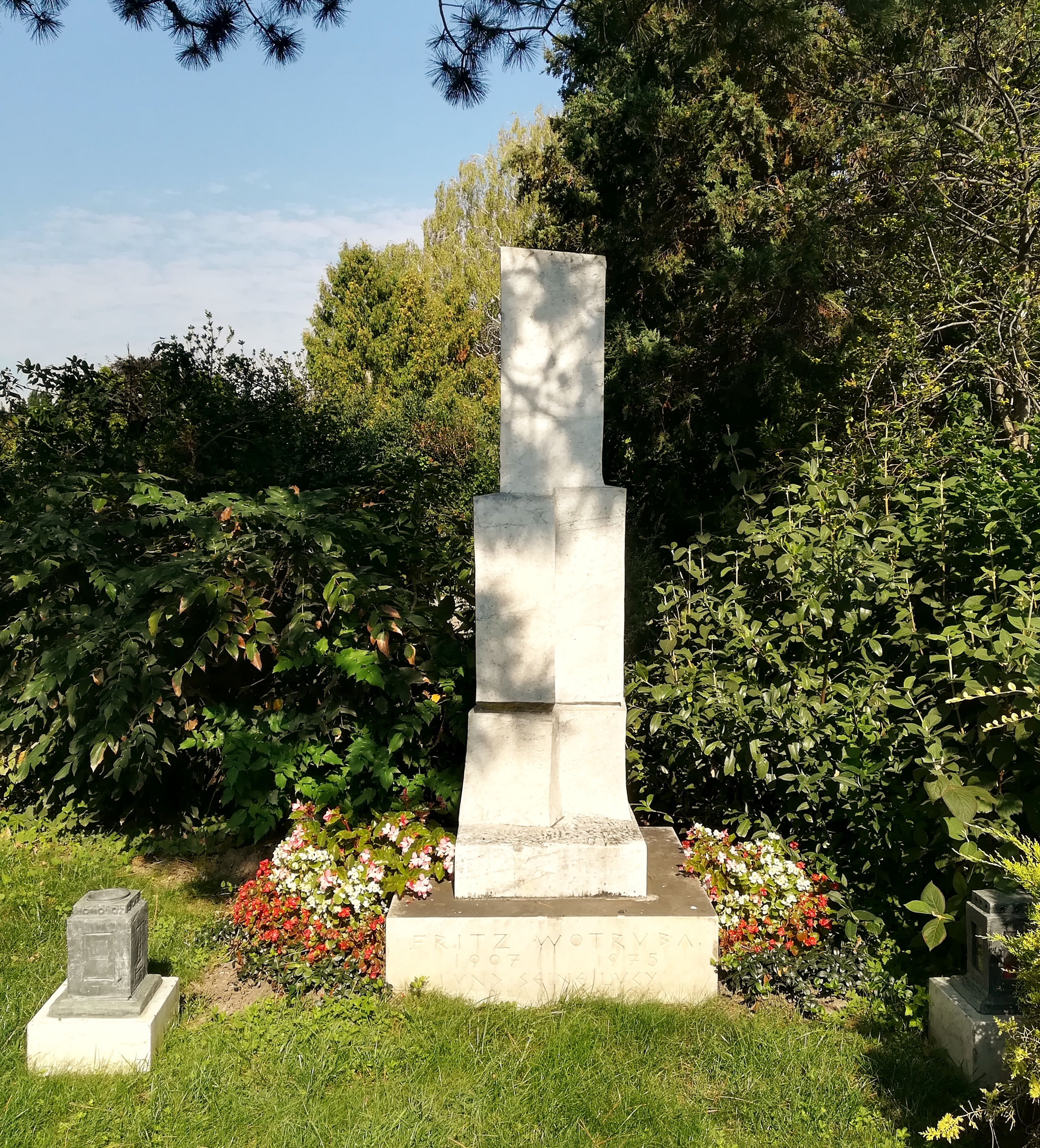
Grób Wotruby na Cmentarzu Centralnym w Wiedniu

Artysta związany był z trendami abstrakcji geometrycznej. W pracy artystycznej koncentrował się na świeckiej rzeźbie figuratywnej, w ostatnich latach twórczości zwrócił się ku rzeźbie i architekturze sakralnej.
Wotruba był uczniem Antona Hanaka (związanego z Hagenbundem) i jednym z najbardziej cenionych rzeźbiarzy austriackich swoich czasów. Lata wojny spędził na emigracji w Szwajcarii, po powrocie do swej ojczyzny w roku 1945 przyjął profesurę na wiedeńskiej Akademii Sztuk Pięknych. Pochowany na Cmentarzu Centralnym w Wiedniu.
Do najważniejszych realizacji artysty należy wiedeński kościół Trójcy Świętej (1976), zwany powszechnie Wotrubakirche (dzielnica Mauer). Został oddany do użytku już po śmierci artysty. Wiele rzeźb Wotruby zdobi także wiedeńskie parki. Ogólnie artysta zrealizował około 400 rzeźb, 2500 rysunków i obrazów oraz 1500 grafik.
W 1947 otrzymał Artystyczną Nagrodę Miasta Wiednia (Preis der Stadt Wien für Bildende Kunst).

## Galeria

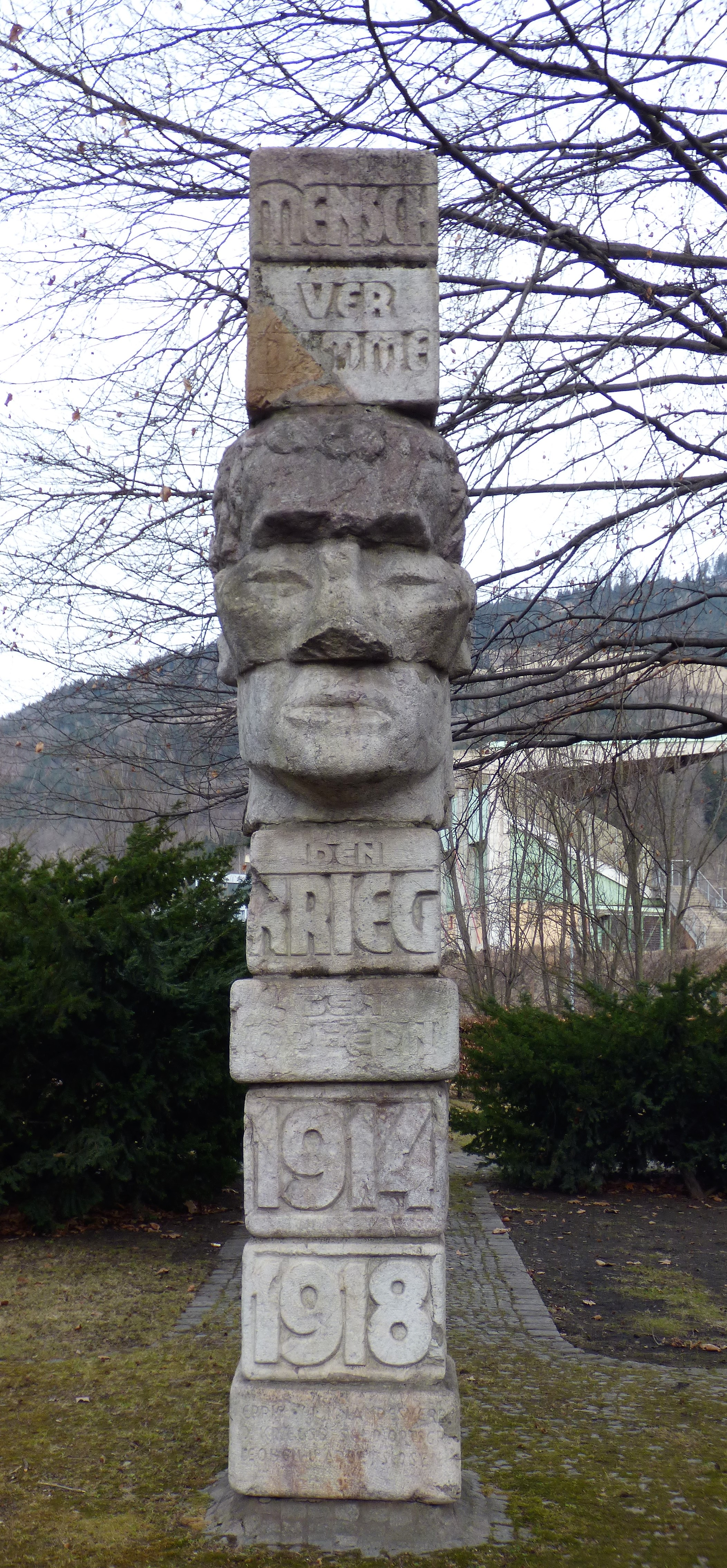
Pomnik antywojenny w Leoben
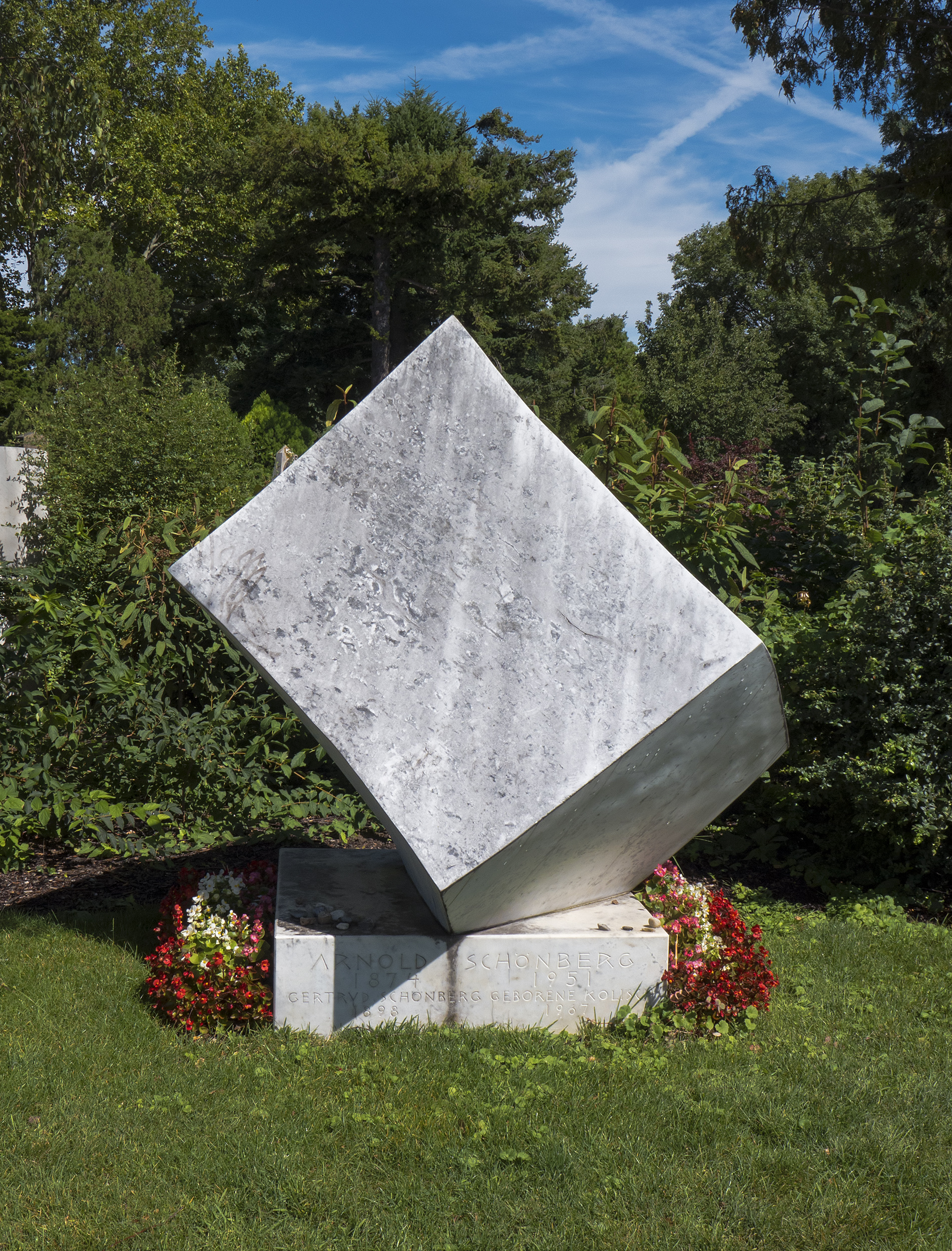
Grób Arnolda Schönberga na Cmentarzu Centralnym w Wiedniu
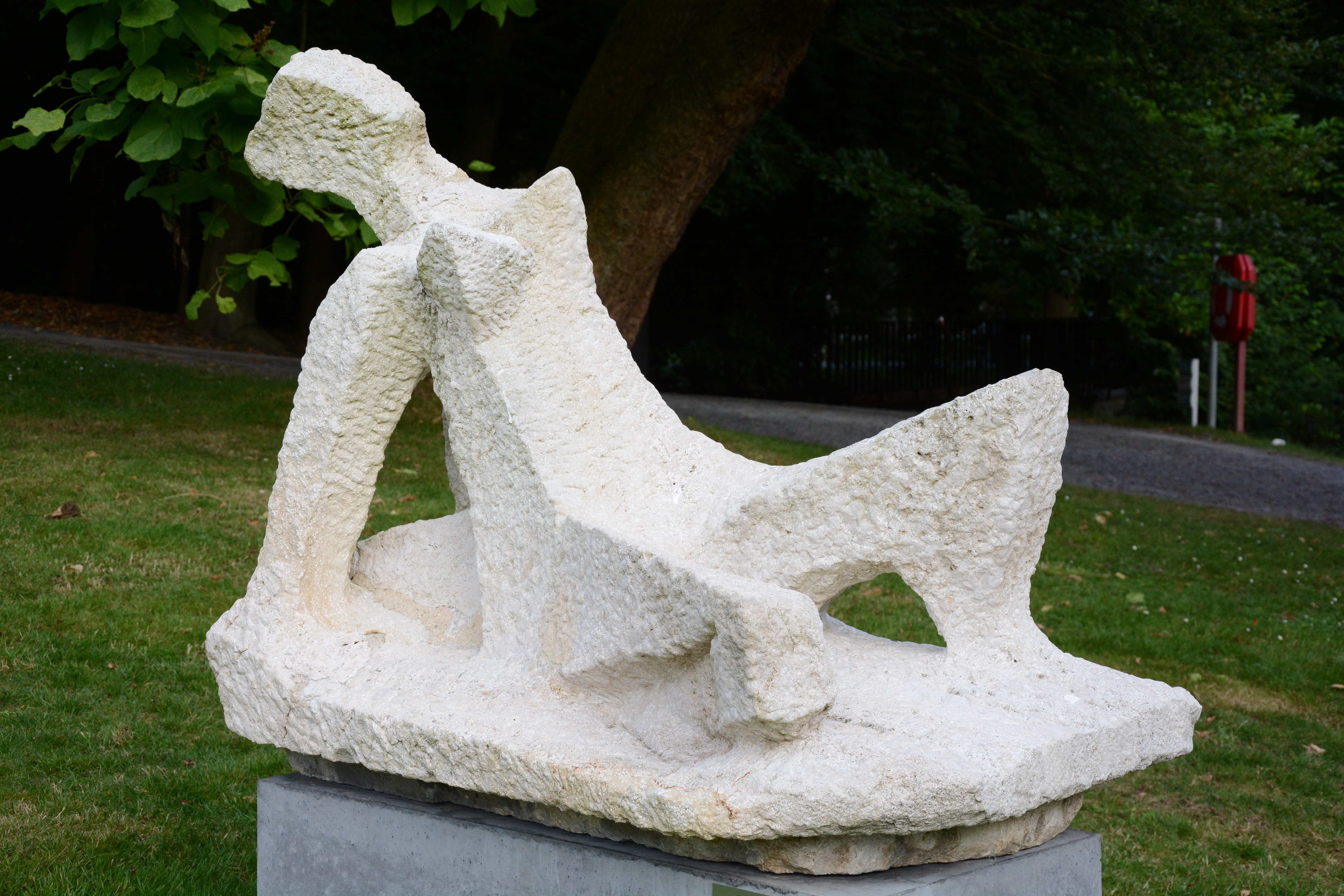
"Vrouwelijke rots" w Antwerpii
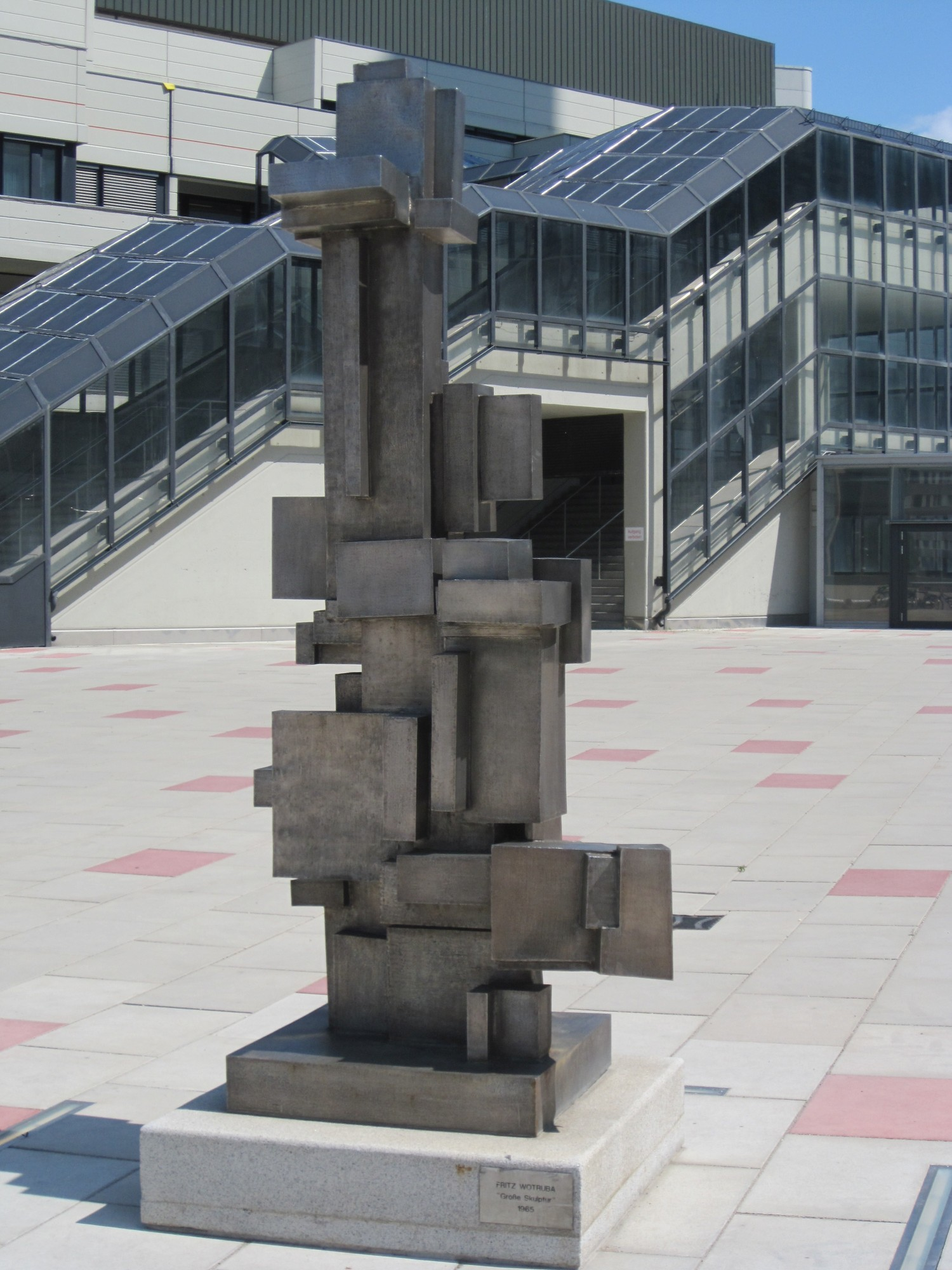
Große Skulptur w Wiedniu
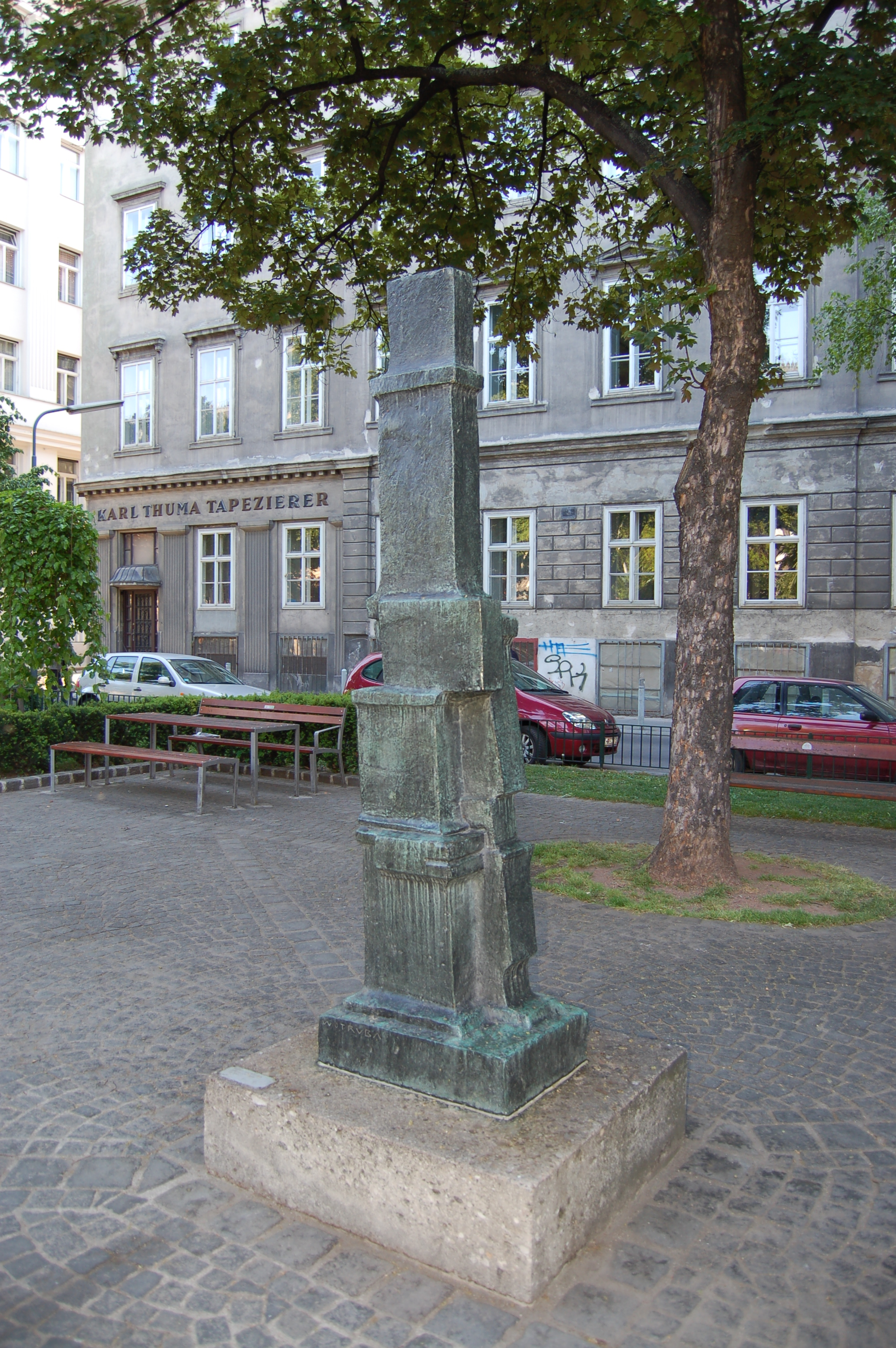
Rzeźba na Friedrich-Schmidt-Platz w Wiedniu

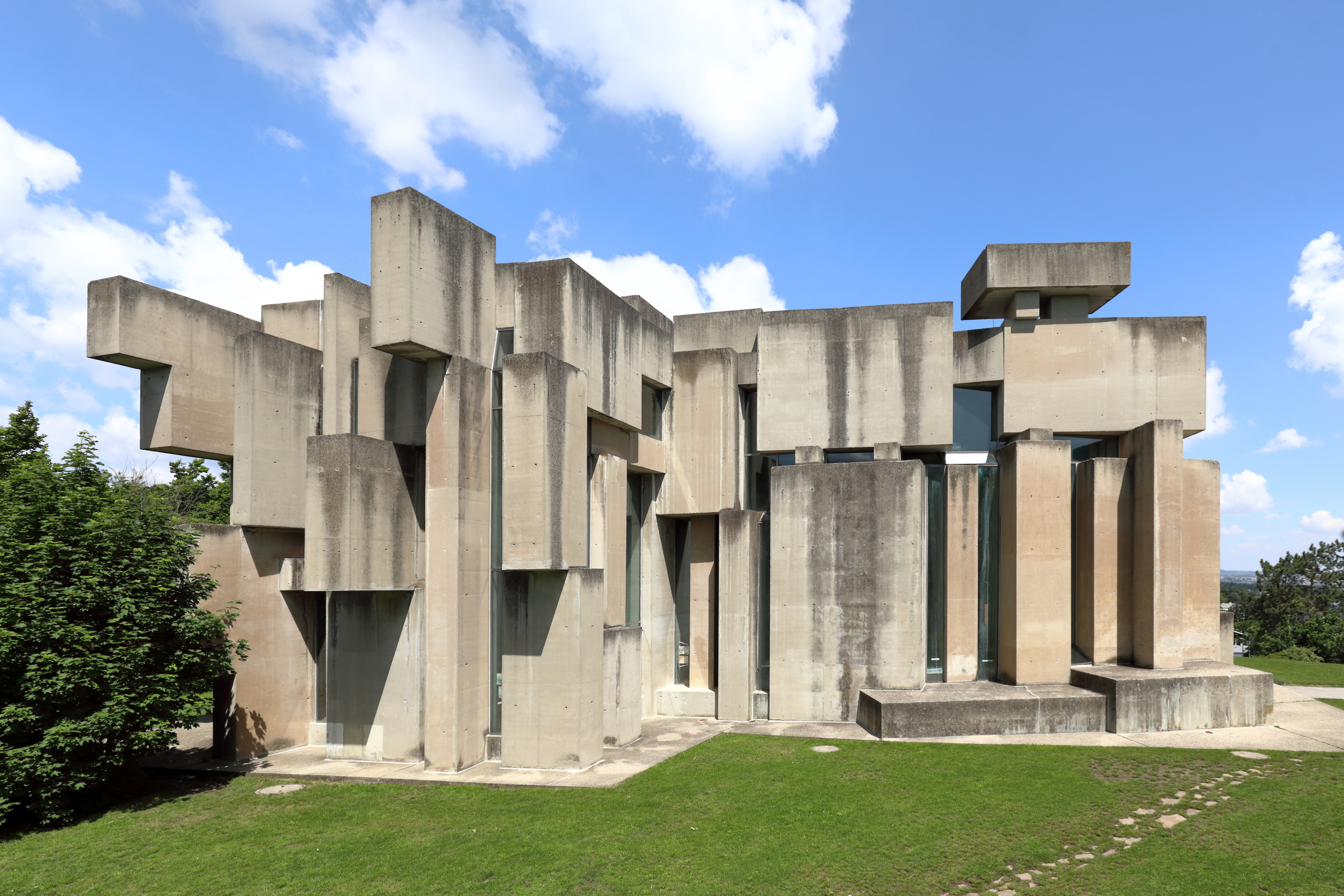
Wotrubakirche w Wiedniu
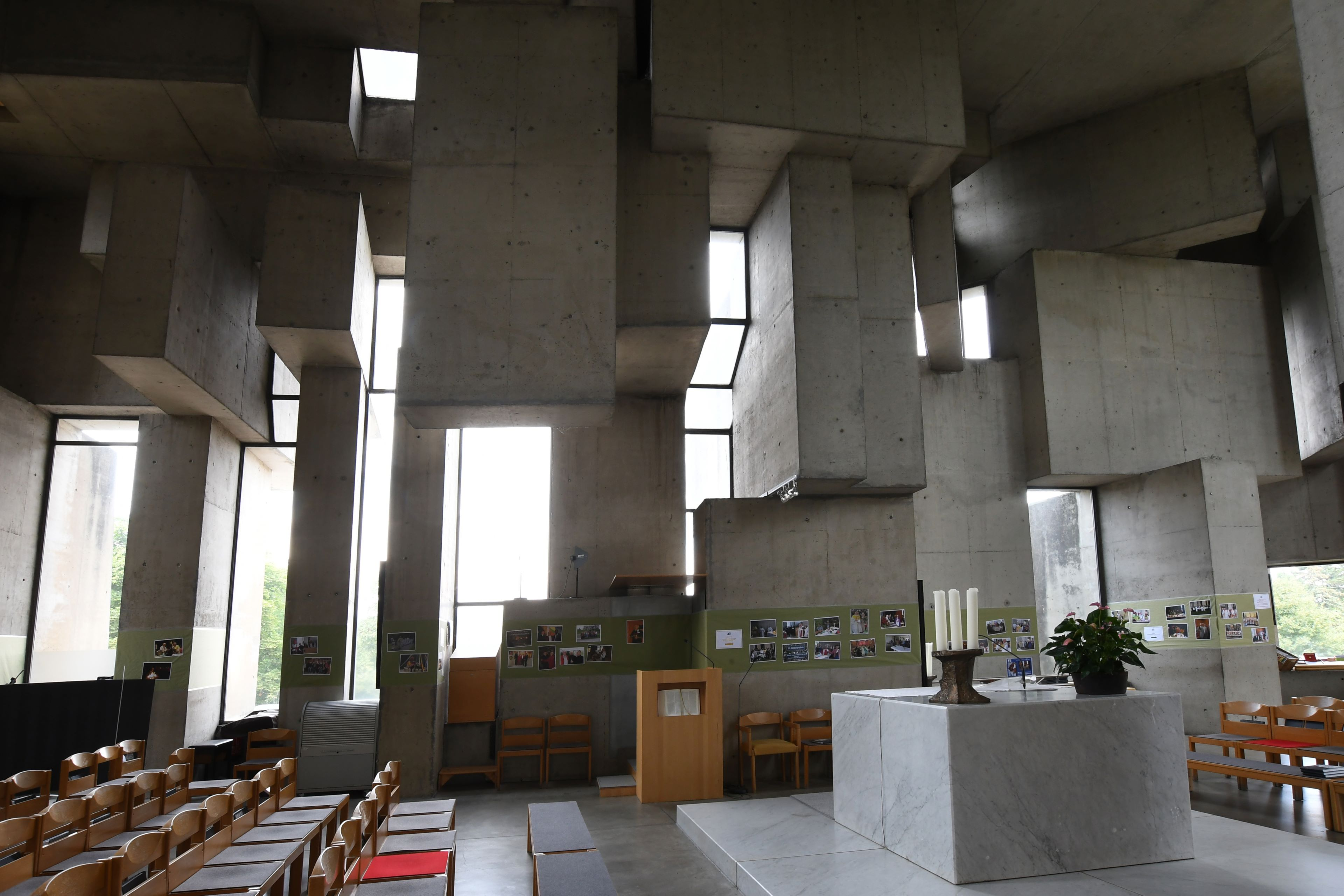
Wotrubakirche (wnętrze)
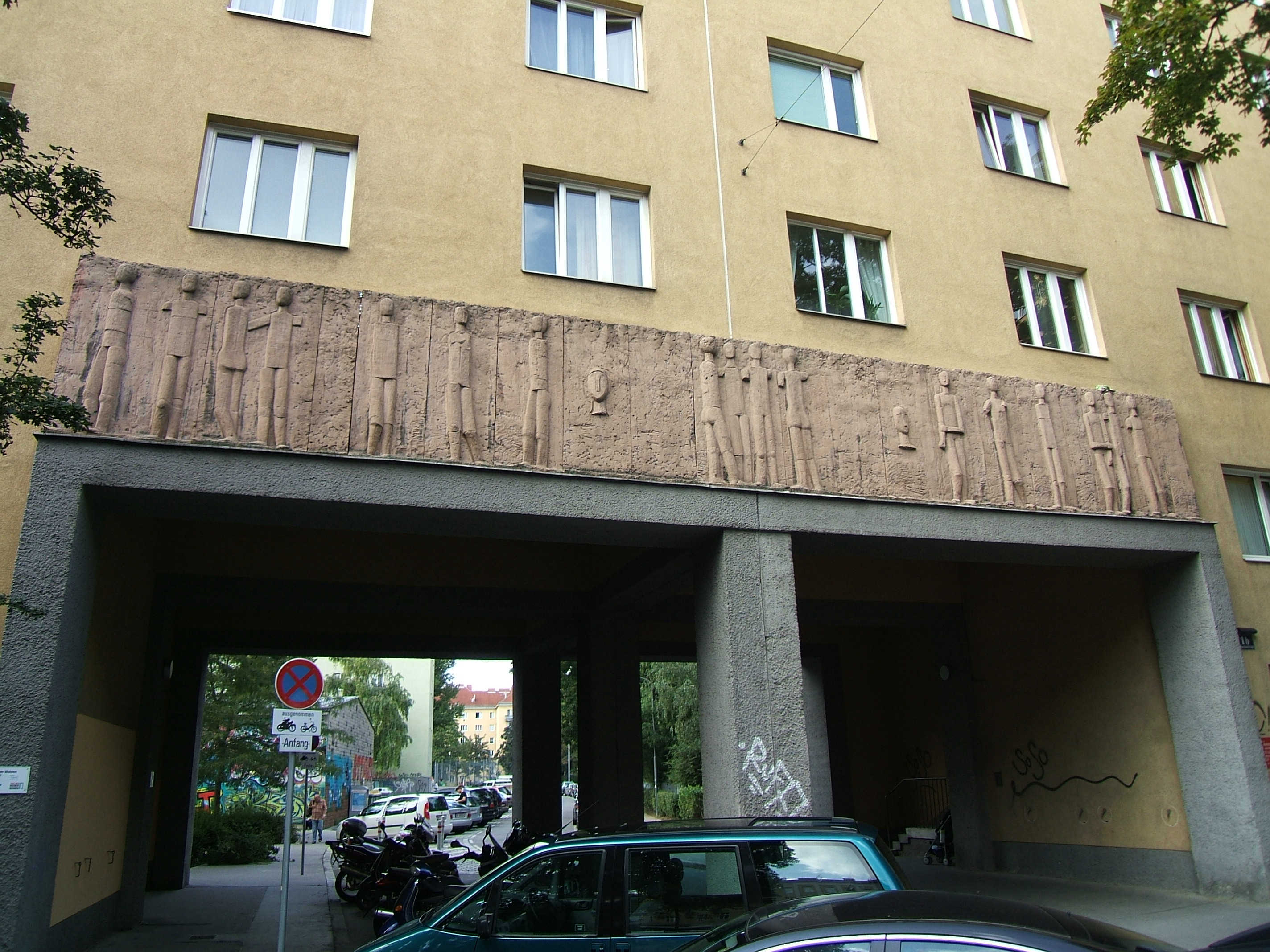
Relief (Theodor-Körner-Hof, Wiedeń)